# (159743) Kluk
(159743) Kluk est un astéroïde de la ceinture principale.

## Description
(159743) Kluk est un astéroïde de la ceinture principale. Il fut découvert le 23 mars 2003 à l'observatoire Kleť par le projet KLENOT. Il présente une orbite caractérisée par un demi-grand axe de 2,34 UA, une excentricité de 0,20 et une inclinaison de 2,4° par rapport à l'écliptique.

## Compléments